# 第二米科拉伊夫卡 (洛佐瓦区)
48°37′40″N 36°16′30″E / 48.62778°N 36.27500°E
第二米科拉伊夫卡（烏克蘭語：Миколаївка Друга）是位於烏克蘭東部的村莊，由哈爾科夫州洛佐瓦區的布利茲紐基市鎮負責管轄。該村處於大捷爾尼夫卡河左岸，始建於1850年，面積0.65平方公里，海拔高度92米，2001年人口376。